# عطية الله الليبي
جمال إبراهيم اشيتيوى زوبي المصراتي المعروف باسم عطية الله الليبي ولد في مصراتة بليبيا في سنة 1969، وذهب إلى أفغانستان في أواخر عام 1988، وهناك إنضم لتنظيم القاعدة بقيادة الشيخ أسامة بن لادن في معسكر (جاجي) في أفغانستان، وكان ممن إنضم لتنظيم القاعدة في بداية تأسيسه، وشارك في بعض العمليات الكبرى في أفغانستان مثل: عملية فتح خوست، وكان قد تخصص في سلاح الهاون (الغرناي)، وكذلك كان متخصصًا في المتفجرات.

## تجربته مع التنظيمات المسلحة في الجزائر
بعد سقوط نظام محمد نجيب الله وٱندلاع القتال بين الأحزاب الأفغانية توجه إلى السودان ليلحق بقيادات التنظيم بمن فيهم الشيخ أسامة بن لادن، وفي سنة 1995 وبتوجيه من الشيخ أسامة بن لادن ذهب عطية الله للمشاركة في قيادة الجهاد في الجزائر، ولكن بسبب سيطرة التكفيريين هناك على الساحة مثل عنتر زوابري وجمال زيتوني وغيرهما، خرج الشيخ من الجزائر نافذا بجلده بعدما كاد أن يتعرض للقتل على يد هذه العصابة التكفيرية، لأن الشيخ وإثنين من إخوانه من طلبة العلم قد ٱستنكروا بعض الأفعال التي تقوم بها الجماعة الإسلامية المسلحة في الجزائر، فما كان منهم إلا أن وضعوه في مكان وقالوا له: إن جمال زيتوني سوف يأتي لمقابلتك; ولكن عطية الله بفطنته وذكائه أحس برائحة الغدر فما كان منه إلا أن هرب منهم وغادر الجزائر في رحلة طويلة إلى أفغانستان مرة أخرى. عن المجازر التي ارتكبت إبان الحرب الأهلية الجزائرية يشهد عطية الله الليبى: «هناك من يجلس على الإنترنت ويتكلم ويقول بأن الضباط من فعل ذلك وفرنسا وغير ذلك من الأمور، ونحن نتستر على أهل الإسلام، هذه المجازر جميعها ارتُكبت في آخر أيام الزيتوني وفي أيام عنتر زوابري، وكلها مجازر الجماعة الإسلامية المسلحة.»

## حياته بعد 11 سبتمبر
بعد هجمات 11 سبتمبر إنحاز مع المجاهدين في أفغانستان إلى الدول المجاورة; ثم عاد مع مجموعة من رفاقه لبعض المناطق الآمنة في أفغانستان، وعندما قامت الولايات المتحدة بغزو العراق كلف أسامة بن لادن عطية الله في سنة 2006 بالذهاب إلى العراق لقيادة الجهاد هناك جنبا إلى جنب مع الشيخ أبو مصعب الزرقاوي، ولكن لم يتيسر له الدخول إلى العراق وعاد إلى أفغانستان.

## صفاته ووفاته
بعد عودته إلى أففانستان لعب دورًا كبيرًا ومحوريًا في قيادة التنظيم خلال الخمس سنوات الأخيرة، فلقد كان نائب المسئول العام للتنظيم مصطفى أبو اليزيد وما لبث أن صار المسئول العام ثم الرجل الثاني في التنظيم بعد وفاة أسامة بن لادن ومصطفى أبو اليزيد.
كان يمتلك من الحنكة والخبرة القيادية والإدارية والسياسية ما جعلته مؤهلاً لقيادة تنظيم القاعدة على الرغم من وجود من هم أكبر منه سنًا وأقدم منه في التنظيم، ويعد من المنظرين الاستراتجيين ومن قيادات الصف الأول لتنظيم القاعدة، والقائد العسكري لعمليات تنظيم القاعدة في باكستان، وكان على قائمة المطلوبين للسلطات الأمريكية، وقد توفي عن عمر يناهز 43 عامًا بصاروخ موجه من طائرة بدون طيار في وزيرستان، وقد قتل ابنه الأول: إبراهيم -15 عامًا- قبله بسنتين، وقتل ابنه الثاني عصام -14 عامًا- معه.